# Herbord von Bischofsroda
Herbord von Bischofsroda, auch Herbord von Spangenberg, latinisiert Herbordus de Spangenberg (* vor 1344; † 8. Juli 1376) war ein spätmittelalterlicher Gelehrter und Propst in Erfurt.

## Leben
Herbords Herkunft ist nicht völlig geklärt. Es wird vermutet, dass er einem aus Bischofroda ansässigen Adelsgeschlecht entstammt. Seinem Namen nach könnte sich seine Herkunft auch aus Bischofferode (Spangenberg) herleiten.
Urkundlich wird er ab 1344 erwähnt, 1354 wird er als Propst der Severikirche (Erfurt) genannt; eine Position, die er auf sein eigenes Drängen von Papst Clemens VI. erhielt, der sie zuvor Lupold von Bebenburg entzogen hatte. Zwei Urkunden aus den Jahren 1362 und 1366 weisen ihn zudem als Angehörigen des Kapitels von St. Marien, dem heutigen Erfurter Dom, aus. Im Jahr 1367 wird er in einer Urkunde als Magister bezeichnet. Außerdem war er Stadtschreiber in Erfurt.
Zwei Dokumente Herbords sind aus dem Konflikt um den Sachsenspiegel überliefert. Auf den Dekadikon – eine Anklageschrift Johannes Klenkoks – gegen ursprünglich 10 Artikel des Sachsenspiegels, die Klenkok als unvereinbar mit dem kirchlichen Recht erachtete, antwortete Herbord mit einer Oppositio, der wiederum eine Replicatio Klenkoks folgte. Der Schriftwechsel wird durch eine Duplicatio Herbords abgeschlossen. Während Klenkok sich nach Herbords vergeblichen Einwänden schriftlich an seinen ehemaligen Schüler und Kurienkardinal Pierre de Vergne wandte, taucht Herbord im weiteren Verlauf des Konflikts um den Sachsenspiegel nicht mehr auf.
Danach wird er urkundlich noch einmal bei der Bestätigung der Errichtung des Kartäuserkonvents in Erfurt 1375 erwähnt.

## Weblink
- Die Regesten der Mainzer Erzbischöfe Herbord von Spangenberg, Datenbank des Institutes für Geschichtliche Landeskunde an der Universität Mainz e.V.

| Personendaten    | Personendaten                                     |
| ---------------- | ------------------------------------------------- |
| NAME             | Herbord von Bischofsroda                          |
| ALTERNATIVNAMEN  | Herbord von Spangenberg; Herbordus de Spangenberg |
| KURZBESCHREIBUNG | spätmittelalterlicher Gelehrter und Propst        |
| GEBURTSDATUM     | vor 1344                                          |
| STERBEDATUM      | 8. Juli 1376                                      |